# پارک چورونگ (بازیکن فوتبال)
پارک چورونگ (انگلیسی: Park Cho-rong؛ زادهٔ ۲۰ فوریهٔ ۱۹۸۸) بازیکن فوتبال اهل کره جنوبی است.
وی همچنین در تیم‌های ملی فوتبال South Korea women's national under-17 football team و زنان کره جنوبی بازی کرده‌است.